# Edifici al carrer Felip Rodés, 2 (Albesa)
L'Edifici al carrer Felip Rodés, 2 és una obra d'Albesa (Noguera) inclosa a l'Inventari del Patrimoni Arquitectònic de Catalunya.

## Descripció
Casa de dues plantes i golfes, de dimensions més aviat reduïdes, tot i que no presenta unes característiques gaire espectaculars, a banda la porta amb un arc de mig punt, de pedra i amb la inscripció de la data de construcció, hem decidit incloure-la com a exemple de l'arquitectura popular de les classes mitjanes de la zona, durant el segle xviii.

## Història
Tal com consta a la porta, fou construïda l'any 1773.